# Венді Хінтон
Пані Венді Хінтон (англ. Wendy Hinton, H.E. Mrs. Wendy Jane Hinton) — новозеландський дипломат. Надзвичайний і Повноважний Посол Нової Зеландії в Україні за сумісництвом (2015-2017).

## Життєпис
Має ступінь бакалавра з історії та французької мови в університеті Отаго.
Пані Хінтон має понад 20 років досвіду роботи в Міністерстві закордонних справ і торгівлі Нової Зеландії, як за кордоном, так і в Веллінгтоні. Працювала дипломатом у Сінгапурі, Пекіні, Тайвані. Була заступником Постійного представника Нової Зеландії при Організації Об'єднаних Націй в Женеві.
З 8 травня 2013 по 2017 рр. — Надзвичайний і Повноважний Посол Нової Зеландії в Польщі.
З 26 травня 2015 по 2017 рр. — Надзвичайний і Повноважний Посол Нової Зеландії в Україні за сумісництвом
З березня 2018 року — Надзвичайний і Повноважний Посол Нової Зеландії в Туреччині і за сумісництвом в Азербайджані, Ізраїлі та Йорданії.